# Didier Brunner
Pour les articles homonymes, voir Brunner.
Didier Brunner est un producteur de films français, né le 6 mars 1948 à Neuilly-sur-Seine. Il est le fondateur de la société de production d'animation Les Armateurs et le cofondateur de la société Folivari.

## Biographie
Didier Brunner mène des études d'histoire jusqu'à une maîtrise en histoire à l'université ; il étudie également à l'Institut d'études théâtrales. Il commence à travailler dans le domaine du cinéma en tant qu'assistant réalisateur, puis réalisateur de films documentaires destinés à la télévision scolaire. Il se tourne ensuite vers la production, puis vers le domaine de l'animation.
En 1987, Didier Brunner crée la société Trans-Europe Film avec laquelle il produit entre autres la série Des Chats, adaptée de l'œuvre de l'artiste Théophile Alexandre Steinlen, puis Teletoon un magazine sur l'animation et en 1991 le téléfilm animé Les contes de la nuit de Michel Ocelot. En 1994, Didier Brunner quitte Trans Europe Film et fonde Les Armateurs. Il produit le court métrage La Vieille Dame et les Pigeons de Sylvain Chomet, nommé aux Oscar puis, en 1998, son premier long métrage d'animation, Kirikou et la Sorcière, réalisé par Michel Ocelot, considéré comme le film qui relance l'animation française[réf. souhaitée]. Il produit en 2003, Les Triplettes de Belleville de Sylvain Chomet, Brendan et le secret de Kells, de Tomm Moore, en 2009 et Ernest et Célestine en 2012 (César du meilleur film d'animation), tous trois nommés aux Oscar.
Il fonde en 2014 une nouvelle société de production, Folivari, avec ses deux enfants (Damien et Pauline), Emmanuel Delétang et Thibaut Ruby.
Le 31 janvier 2015, Didier Brunner reçoit le Winsor McCay Award pour l'ensemble de sa carrière.

## Filmographie en tant que producteur
Sauf mention contraire, il s'agit de films d'animation.

### Longs métrages
- 1998 : Kirikou et la Sorcière
- 2000 : Princes et Princesses
- 2002 : L'Enfant qui voulait être un ours
- 2003 : Les Triplettes de Belleville
- 2004 : T'choupi
- 2005 : Kirikou et les Bêtes sauvages
- 2006 : L'Équilibre de la terreur (film en prises de vue réelles)
- 2009 : Brendan et le secret de Kells
- 2010 : Allez raconte !
- 2010 : Kill Me Please (film en prises de vue réelles)
- 2012 : Ernest et Célestine
- 2012 : Kirikou et les Hommes et les Femmes
- 2021 : Le Sommet des Dieux
- 2022 : Ernest et Célestine, le Voyage en Charabie

### Séries télévisées et téléfilms
- 1992 : Les contes de la nuit (téléfilm)
- 1996 : Carland Cross
- 1998 : Lupo Alberto
- 1999 : T'choupi
- 2000 : Belphégor
- 2005 : Ponpon
- 2005 : Kiri le clown
- 2005 : Gift
- 2006 : Allez raconte
- 2007 : Allez raconte (saison 2)
- 2008 : Paco, Nouky et Lola
- 2008 : T'Choupi et ses amis
- 2008 : À table T'choupi
- 2010 : Cajou
- 2010 : La Fée Coquillette
- 2010 : Dragons et Princesses

### Courts métrages
- 1998 : La Vieille Dame et les Pigeons (court-métrage)
- 2004 : L'Inventaire fantôme (court métrage)
- 2006 : Vos papiers ! (court métrage)

## Publications
- Jean-Paul Commin, Valérie Ganne et Didier Brunner, Kirikou et après... : 20 ans de cinéma d'animation en France, Paris, Actes sud junior / Institut Lumière, 2017, 208 p. (ISBN 978-2-330-08663-3)